# Drehschalter

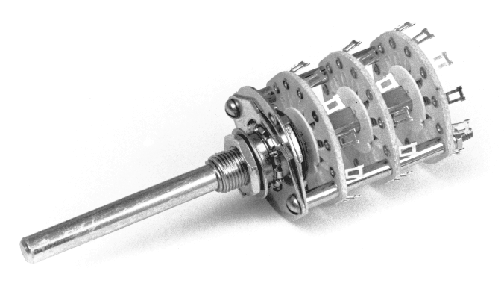
Drehschalter in mehrpoliger Ausführung

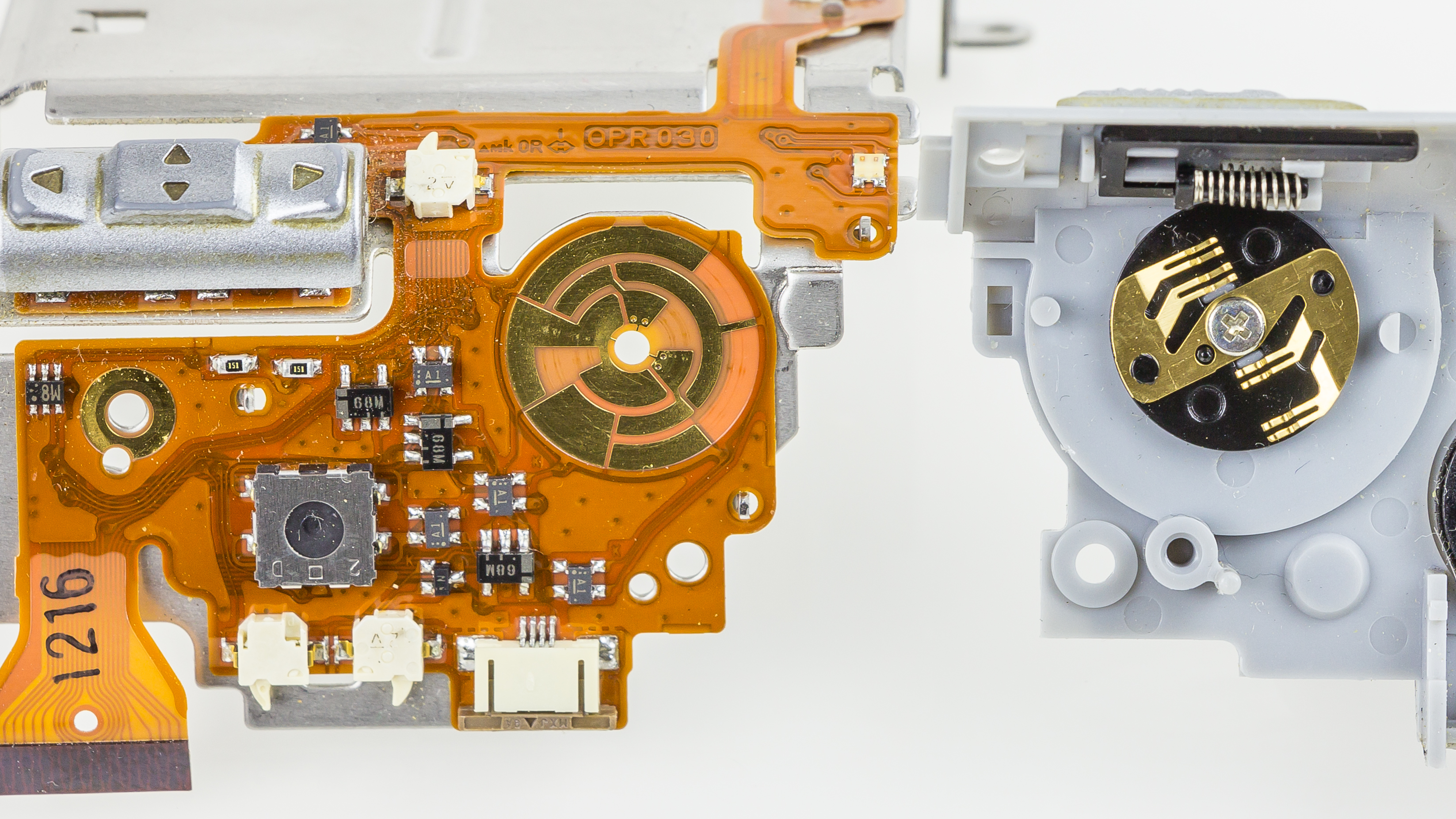
Drehschalter einer Kompaktkamera, demontiert: links die Kontaktflächen, rechts die Schleifkontakte

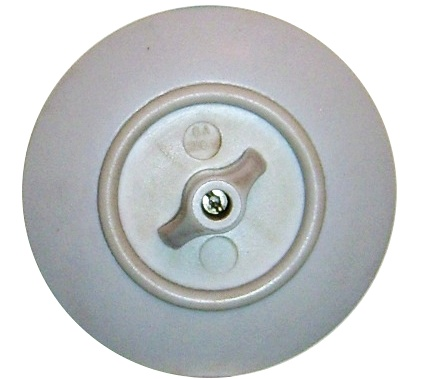
Moderner Drehschalter, als Alternative zum sonst üblichen Lichtschalter

Ein Drehschalter ist ein spezieller Schalter, der in der Elektrotechnik dazu genutzt wird, Schaltzustände durch eine mechanische Drehbewegung einzustellen. Dabei werden ein oder mehrere Stromkreise gemeinsam durch verschiedene Kontaktanordnungen in Form einer Drehbewegung, die durch die Bedienperson ausgelöst wird, ein- oder ausgeschaltet. Bei einem mehrpoligen Drehschalter für Niederspannung, wie er in nebenstehender Abbildung dargestellt ist, sind die einzelnen Kontaktfelder auf einer gemeinsamen Achse angeordnet; die Kontakte werden durch die Rotationsbewegung der Achse gemeinsam bewegt.
Drehschalter gibt es in unterschiedlichen, meist sehr anwendungsspezifischen Ausführungen wie ein- oder mehrpolig, mit und ohne Anschlag, für bestimmte Schaltfolgen oder auch für binäre Kodierung. Konkrete Beispiele für Drehschalter sind:
- Drehschalter, die mechanisch auf der Drehachse mit einem Potentiometer kombiniert sind. Diese Form findet sich beispielsweise bei manchen Radiogeräten, bei denen der Einschalter als Drehschalter mit dem Lautstärkeregler (Potentiometer) kombiniert ist.
- Einpolige Drehschalter wurden vor allem bis Mitte des 20. Jahrhunderts auch als Lichtschalter in Hausinstallationen eingesetzt, bevor sie weitgehend durch die heute üblichen Kippschalter ersetzt wurden. Der noch aus den Zeiten von Petroleumlampe und Gaslicht stammende Ausdruck „das Licht auf- oder abdrehen“ wurde durch den Drehschalter auch in die Zeit der Elektrifizierung übernommen und wird vor allem in Süddeutschland und Österreich auch heute noch verwendet.
- Mehrpolige Drehschalter, die bestimmte Zustände bzw. Zustandsabfolgen mechanisch kodiert haben und bei elektronischen Geräten zur Konfiguration eingesetzt werden. Anwendungsbeispiele sind dafür ältere Fernsehempfänger aus den 1960–1970er Jahren, bei denen der Kanalwahlschalter als Drehschalter realisiert ist. Zur Adresseneinstellung busgebundener oder drahtloser elektronischer Baugruppen und Geräte sind sie komfortabler als DIP-Schalter oder Jumper.
- Im Bereich der Energietechnik bei älteren elektrischen Schienenfahrzeugen: Drehschalter zur Einstellung verschiedener Fahrgeschwindigkeiten bzw. Antriebsleistungen
- Ebenfalls in der Energietechnik zum Umschalten von Transformatoranzapfungen zum automatischen Ausregeln der Höhe der Mittelspannung in Umspannwerken, motorbetrieben
- In Messgeräten wie Multimetern und älteren Oszilloskopen dienen sie zur Auswahl von kalibrierten Messbereichen
- Nockenschalter als Hauptschalter für das manuelle Schalten von elektrischen Verbrauchern.

Je nach Kontaktausformung kann man zwischen „wischenden“ und „unterbrechenden“ Kontakten unterscheiden; dies betrifft prinzipiell auch Wechselschalter. Unter einem „wischenden Kontakt“ versteht man einen Kurzschluss zweier benachbarter Kontakte mit dem Schleifer während des Umschaltens. Im gegenteiligen Fall gibt es keinen derartigen Kurzschluss.
Viele der modular aufgebauten Drehschalter, wie in der Abbildung, sind mit wischenden Kontakten ausgestattet; unterbrechendes Verhalten ergibt sich durch das Weglassen und mechanisches Überspringen des Zwischenkontaktes. In der Energietechnik, zur Umschaltung von Transformatorabgriffen, wird ein solcher Zwischenkontakt mit Leistungswiderständen in Eimergröße beschaltet. Hingegen ist wischendes Verhalten bei Wechselschaltern und fest aufgebauten Drehschaltern unüblich. Beim Schaltungsentwurf muss darauf unter Umständen geachtet werden, um „Glitches“ zu vermeiden.